# Río Málaya Jatipara
El río Málaya Jatipara (en ruso: Малая Хатипара) es un río del Gran Cáucaso en el distrito de Karacháyevsk de la república de Karacháyevo-Cherkesia del sur de Rusia, en la reserva natural de Teberdá. Es un afluente del río Teberdá, que desemboca en el río Kubán.

## Curso
El río nace en la vertiente nororiental del monte Málaya Jatipara. Su curso de 4 km desciende por la ladera de la montaña en dirección sureste para encontrar la orilla izquierda del Teberdá.

## Historia
Varios estudios en el valle del río hallaron restos de asentamiento en varios yacimientos:

### Málaya Jatipara 1
“Desde el río Málaya Jatipara y el arroyo Medvezhia, donde ahora se encuentran los sanatorios, se localizó un antiguo asentamiento, capas de piedras recolectadas y restos de construcciones en piedra. 

### Málaya Jatipara 2
En la margen derecha del río Málaya Jatipara, en el bosque de tejos, hay edificios de mampostería, un camino que conduce a una cornisa rocosa y muchos acervos culturales.

### Málaya Jatipara 3
Por encima de Teberda hay mampostería separada en la terraza”.

### Málaya Jatipara 4
Krepóstanaya gorka es el nombre de la cornisa del espolón de la montaña Málaya Jatipara. Aquí no hay condiciones para los cultivos agrícolas, pero la mampostería muy destruida en la roca hace posible suponer que existió una fortificación protectora para los pueblos ubicados debajo. Se han conservado los restos del camino hacia la roca desde el norte.

### Malaya Jatipara 6
En la ladera sur del acantilado del monte Málaya Jatipara sobre los claros se encuentran los restos de aldeas. En los claros hay capas culturales de piedras recolectadas.